# Eta Cassiopeiae
Eta Cassiopeiae (η Cas / η Cassiopeiae) è una stella binaria che si trova a circa 19,42 anni luce (5,95 Parsec) dal sistema solare, in direzione della costellazione di Cassiopea. La stella è ben visibile ad occhio nudo, avendo una magnitudine di 3,45, ma solo come stella singola (la compagna è troppo debole). Il primo a descriverla come un sistema binario fu William Herschel, nel 1779. Talvolta è anche chiamata con il suo nome proprio di origine araba, Achird, il cui significato è sconosciuto.

## Osservazione
Si tratta di una stella situata nell'emisfero celeste boreale. La sua posizione fortemente boreale fa sì che questa stella sia osservabile specialmente dall'emisfero nord, in cui si mostra alta nel cielo nella fascia temperata; dall'emisfero australe la sua osservazione risulta invece più penalizzata, specialmente al di fuori della sua fascia tropicale. La sua declinazione è pari +57°, di conseguenza la stella diventa circumpolare più a nord della latitudine 33°N, mentre rimane invisibile più a sud del parallelo 33°S. Essendo di magnitudine 3,5, la si può osservare anche dai piccoli centri urbani senza difficoltà, sebbene un cielo non eccessivamente inquinato sia maggiormente indicato per la sua individuazione.
Il periodo migliore per la sua osservazione, dove nell'emisfero nord si presenta alta nel cielo nelle prime ore serali, è durante l'autunno boreale, mentre nell'emisfero australe la sua visibilità è limitata ai mesi primaverili, da settembre a dicembre.

## Caratteristiche del sistema
Le due componenti A e B percorrono un'orbita molto eccentrica (e=0,5), che le porta a una distanza variabile tra 36 e 107 UA, con un periodo di 480 anni. Altre stelle sono visualmente vicine in cielo a Eta Cassiopeiae, ma non sono legate gravitazionalmente a essa, ma appaiono solo sulla linea di vista dalla Terra e sono in realtà più lontane.
La stella principale del sistema, Eta Cassiopea A, è molto simile al Sole, essendo di colore giallo è di classe spettrale G3-V. Possiede più o meno la stessa massa del Sole, lo stesso diametro e 1,29 volte la sua luminosità. È classificata come variabile RS Canum Venaticorum dall'American Association of Variable Star Observers.
Non sono stati scoperti giganti gassosi o nane bianche nelle vicinanze di questa stella, nonostante essa sia uno dei principali oggetti della ricerca di pianeti extrasolari per via della sua vicinanza e somiglianza al Sole, anche se la sua bassa metallicità, solo il 50% di quella solare, non è un punto a favore per la presenza di pianeti rocciosi, in quanto solitamente questi si formano più facilmente attorno a stelle ad alto contenuto di metalli.
La distanza alla quale un eventuale pianeta dovrebbe trovarsi per avere condizioni climatiche accettabili per lo sviluppo di forme di vita è 1,35 UA, con un periodo orbitale di circa 1,5 anni.
Eta Cassiopeiae B è più piccola e fredda della sua compagna, questa stella arancio-rossastra appartiene anch'essa alla sequenza principale (classe spettrale K7/8-V). Achird B possiede 2/3 della massa e del diametro del Sole ma solo il 6% della sua luminosità.

## Eta Cassiopeia nella fantascienza
- Nel sesto episodio della prima stagione di Star Trek Enterprise intitolato Terra Nova, il pianeta dove Archer e compagni incontrarono la colonia umana che viveva nel sottosuolo, era chiamato anche Eta Cassiopeia III, il terzo pianeta del sistema di questa stella, così come risulta anche dal libro Star Trek: Star Charts[8].

- Nel videogioco Frontier: Elite II (1993) e seguiti, di David Braben, Eta Cassiopeiae è la seconda capitale della Federazione galattica. Possiede due pianeti simili alla Terra situati nei punti troiani dell'orbita di un supergigante gassoso. La prima luna dello stesso pianeta è stata terraformata e funge da sede della principale base della Flotta Federale.